# PSA World Tour 2007/08
Die PSA World Tour 2007/08 umfasst alle Squashturniere der Herren-Saison 2007/08 der PSA World Tour. Sie begann am 1. August 2007 und endete am 31. Juli 2008. Die nach dem Monat sortierte Übersicht zeigt den Ort des Turniers an, dessen Namen, das ausgeschüttete Gesamtpreisgeld, sowie den Sieger des Turniers. In der abschließenden Tabelle werden sämtliche Turniersieger nach der Menge ihrer Titel aufgelistet. Dabei ist es nicht relevant, welche Wertigkeit die vom Spieler gewonnenen Turniere besaßen, auch wenn eine entsprechende Erfassung erfolgt.
In der Saison 2007/08 fanden insgesamt 115 Turniere statt. Das Gesamtpreisgeld betrug 3.128.698 US-Dollar.

## Tourinformationen

### Anzahl nach Turnierserie
| Turnierserie | WM 1 | Super S. 2 | 5 Star | 4 Star | 3 Star | 2 Star | 1 Star | Satellite |
| ------------ | ---- | ---------- | ------ | ------ | ------ | ------ | ------ | --------- |
| Anzahl       | 1    | 11         | 10     | —      | 6      | 17     | 27     | 43        |
| Gesamt       | 1    | 11         | 60     | 60     | 60     | 60     | 60     | 43        |

 1 PSA Weltmeisterschaft

 2 PSA Super Series

## Turnierplan

### August
| Datum         | Ort                | Turnier                                            | Preisgeld | Sieger                  |
| ------------- | ------------------ | -------------------------------------------------- | --------- | ----------------------- |
| 15.08.–18.08. | Chennai            | 5th ICL Chennai Open 2007                          | $ 6.000   | Mohammed Ali Anwar Reda |
| 16.08.–19.08. | Auckland           | Auckland Open 2007                                 | $ 10.000  | Kashif Shuja            |
| 18.08.–21.08. | Islamabad          | CAS International 2007                             | $ 25.000  | Aamir Atlas Khan        |
| 22.08.–25.08. | Bishop’s Stortford | BAA Bishops Stortford Squash Festival 2007         | $ 10.000  | Daryl Selby             |
| 23.08.–26.08. | Bogotá             | Circuito Mundial de Squash Club El Nogal 2007      | $ 25.000  | Peter Barker            |
| 24.08.–26.08. | Atlanta            | Dragondoc Squash Championships 2007                | $ 5.675   | Regardt Schonborn       |
| 30.08.–02.09. | Amsterdam          | Forexx Dutch Open 2007                             | $ 20.000  | David Palmer            |
| 30.08.–02.09. | Bogotá             | Circuito Mundial de Squash Bogotá Tennis Club 2007 | $ 20.000  | Borja Golán             |

### September
| Datum         | Ort            | Turnier                             | Preisgeld | Sieger           |
| ------------- | -------------- | ----------------------------------- | --------- | ---------------- |
| 01.09.–04.09. | Kuala Lumpur   | NSC Satellite No.5 2007             | $ 3.000   | Mike Corren      |
| 05.09.–08.09. | Karatschi      | PSO CNS International 2007          | $ 25.000  | Karim Darwish    |
| 06.09.–09.09. | Birmingham     | English Grand Prix 2007             | $ 57.500  | James Willstrop  |
| 07.09.–10.09. | Kuala Lumpur   | NSC 1 Star No.1 2007                | $ 10.000  | Omar Abdel Aziz  |
| 07.09.–10.09. | Belo Horizonte | Fashion Squash Tour 2007            | $ 20.000  | Renan Lavigne    |
| 13.09.–16.09. | Rio Verde      | Rio Verde Open Goais 2007           | $ 6.000   | Rafael Alarçón   |
| 13.09.–16.09. | Hongkong       | Crocodile Squash Challenge Cup 2007 | $ 3.000   | Mike Corren      |
| 13.09.–16.09. | Wolverhampton  | Wolverhampton Open 2007             | $ 30.000  | Lee Beachill     |
| 20.09.–24.09. | Manchester     | Dunlop British Open 2007            | $ 77.500  | Grégory Gaultier |
| 29.09.–04.10. | New York City  | US Open 2007                        | $ 120.000 | Nick Matthew     |

### Oktober
| Datum         | Ort            | Turnier                              | Preisgeld | Sieger                 |
| ------------- | -------------- | ------------------------------------ | --------- | ---------------------- |
| 04.10.–07.10. | Rio de Janeiro | Citi Open 2007                       | $ 6.250   | Rafael Alarçón         |
| 05.10.–08.10. | Williamstown   | Berkshire Squash Open 2007           | $ 20.000  | Cameron Pilley         |
| 09.10.–14.10. | Baltimore      | Merritt Properties Open 2007         | $ 25.000  | Laurens Jan Anjema     |
| 11.10.–14.10. | London         | Anscombe & Ringland London Open 2007 | $ 12.000  | Majid Khan             |
| 11.10.–14.10. | Quito          | Quito Open 2007                      | $ 15.000  | Miguel Ángel Rodríguez |
| 11.10.–14.10. | Teneriffa      | VIII OHL Canary Islands Open 2007    | $ 10.000  | Chris Ryder            |
| 11.10.–14.10. | Winnipeg       | Bieber Securities Fall Classic 2007  | $ 6.000   | Jan Koukal             |
| 17.10.–20.10. | Barcelona      | XII Trofeu Ciutat de Barcelona 2007  | $ 6.000   | Amr Swelim             |
| 18.10.–21.10. | Ontario        | Goodlife Open Ottawa 2007            | $ 10.000  | Shawn Delierre         |
| 18.10.–21.10. | Dublin         | Bymac Leinster Open 2007             | $ 10.000  | Bradley Ball           |
| 23.10.–28.10. | al-Chubar      | Saudi International 2007             | $ 210.000 | Amr Shabana            |
| 25.10.–28.10. | Saskatoon      | Saskatoon Boast 2007                 | $ 7.250   | Arturo Salazar         |
| 30.10.–03.11. | Doha           | Qatar Classic 2007                   | $ 120.000 | Amr Shabana            |
| 31.10.–03.11. | Kuala Lumpur   | NSC 1 Star No.2 2007                 | $ 10.000  | Kashif Shuja           |

### November
| Datum         | Ort                    | Turnier                                    | Preisgeld | Sieger              |
| ------------- | ---------------------- | ------------------------------------------ | --------- | ------------------- |
| 01.11.–04.11. | Québec                 | Club Sportif Côte de Liesse Open 2007      | $ 15.000  | Shahier Razik       |
| 07.11.–11.11. | Hongkong               | Cathay Pacific Hong Kong Squash Open 2007  | $ 120.000 | Amr Shabana         |
| 08.11.–11.11. | Baltimore              | Baltimore Cup 2007                         | $ 10.000  | Yasser El Halaby    |
| 08.11.–11.11. | Vancouver              | Coastal Contacts Open 2007                 | $ 20.000  | Shahier Razik       |
| 10.11.–11.11. | Rotterdam              | Didactum Rotterdam Open 2007               | $ 3.000   | Clinton Leeuw       |
| 14.11.–17.11. | Krakau                 | PSA McWill-Dunlop Polish Squash Open 2007  | $ 6.000   | Romain Tenant       |
| 14.11.–17.11. | Santiago de Compostela | 25th Aniversario Squash Santiago Open 2007 | $ 31.175  | Davide Bianchetti   |
| 21.11.–24.11. | Nairobi                | Kengen Parklands Open 2007                 | $ 5.000   | Andrew Wagih        |
| 23.11.–26.11. | Kuala Lumpur           | NSC Super Satellite No. 3 2007             | $ 6.000   | Ritwik Bhattacharya |
| 25.11.–01.12. | Hamilton               | Squash-Weltmeisterschaft 2007              | $ 175.000 | Amr Shabana         |
| 28.11.–01.12. | Kuala Lumpur           | NSC Satellite No. 6 2007                   | $ 3.000   | Mike Corren         |
| 28.11.–01.12. | Turin                  | Turin Squash Open 2007                     | $ 6.000   | Ben Ford            |

### Dezember
| Datum         | Ort          | Turnier                          | Preisgeld | Sieger                 |
| ------------- | ------------ | -------------------------------- | --------- | ---------------------- |
| 05.12.–08.12. | Lagos        | African Squash Open 2007         | $ 23.250  | Amr Swelim             |
| 07.12.–10.12. | Mexiko-Stadt | Cuauhtémoc Mexico City Open 2007 | $ 20.000  | Miguel Ángel Rodríguez |
| 15.12.–18.12. | Sheffield    | Mamut English Open 2007          | $ 57.500  | James Willstrop        |

### Januar
| Datum         | Ort           | Turnier                                              | Preisgeld | Sieger           |
| ------------- | ------------- | ---------------------------------------------------- | --------- | ---------------- |
| 10.01.–12.01. | St. Louis     | Regions Racquet Club Pro Series 2008                 | $ 6.000   | Siddharth Suchde |
| 10.01.–16.01. | New York City | Bear Stearns Tournament of Champions 2008            | $ 82.500  | Ramy Ashour      |
| 11.01.–13.01. | Barcelona     | X Open Internacional D’Squash Esportiu Rocafort 2008 | $ 4.200   | Oriol Salvià     |
| 17.01.–20.01. | Hongkong      | Buler Squash Challenge Cup 2008                      | $ 3.000   | Max Lee          |
| 17.01.–20.01. | Vancouver     | Comfort Inn Open 2008                                | $ 30.000  | Adrian Grant     |
| 24.01.–27.01. | Wien          | Austrian Squash Open 2008                            | $ 10.000  | Márk Krajcsák    |
| 24.01.–27.01. | Calgary       | Talisman Energy Bankers Hall Club Pro Am 2008        | $ 15.000  | Shahier Razik    |
| 25.01.–28.01. | Dayton        | EBS Dayton Open 2008                                 | $ 50.000  | Thierry Lincou   |
| 31.01.–03.02. | Winnipeg      | Winnipeg Building & Decorating Manitoba Open 2008    | $ 15.000  | Borja Golán      |
| 31.01.–03.02. | Bethesda      | National Capital Open 2008                           | $ 23.750  | Cameron Pilley   |

### Februar
| Datum         | Ort          | Turnier                                  | Preisgeld | Sieger             |
| ------------- | ------------ | ---------------------------------------- | --------- | ------------------ |
| 05.02.–08.02. | Kalkutta     | Kolkata International 2008               | $ 30.000  | Mansoor Zaman      |
| 07.02.–10.02. | Halifax      | Bluenose Squash Classic 2008             | $ 30.000  | Laurens Jan Anjema |
| 07.02.–10.02. | Linköping    | Case Swedish Open 2008                   | $ 55.000  | James Willstrop    |
| 13.02.–16.02. | Mikkeli      | Savcor Finnish Open 2008                 | $ 20.000  | Olli Tuominen      |
| 13.02.–16.02. | Toronto      | Pace Canadian Squash Classic 2008        | $ 60.000  | Ramy Ashour        |
| 16.02.–19.02. | Kuala Lumpur | NSC Satellite No. 1 2008                 | $ 3.000   | Shamsul Islam Khan |
| 19.02.–23.02. | Oregon       | Oregon Open Championship 2008            | $ 50.000  | Karim Darwish      |
| 21.02.–24.02. | Kuala Lumpur | NSC Satellite No. 2 2008                 | $ 3.000   | Arshad Iqbal Burki |
| 25.02.–01.03. | Richmond     | Davenport Virginia Pro Championship 2008 | $ 77.500  | James Willstrop    |
| 26.02.–29.02. | Kuala Lumpur | NSC Super Satellite No. 1 2008           | $ 6.000   | Mike Corren        |
| 27.02.–02.03. | Salzburg     | Salzburg Open 2008                       | $ 3.000   | Grégoire Marche    |

### März
| Datum         | Ort          | Turnier                                          | Preisgeld | Sieger               |
| ------------- | ------------ | ------------------------------------------------ | --------- | -------------------- |
| 03.03.–06.03. | Kisch        | 12th Fajr International Squash Championship 2008 | $ 12.000  | Amr Swelim           |
| 05.03.–08.03. | Kuala Lumpur | CIMB KL Open 2008                                | $ 50.000  | Ong Beng Hee         |
| 07.03.–09.03. | Genf         | Sigma 35th Swiss Open 2008                       | $ 4.000   | Shaun Le Roux        |
| 08.03.–09.03. | Kranj        | Pokal Aerodrom Ljubljana-Kranj Open 2008         | $ 6.000   | Bradley Hindle       |
| 10.03.–14.03. | London       | ISS Canary Wharf Squash Classic 2008             | $ 52.500  | James Willstrop      |
| 21.03.–23.03. | Galway       | Garavan’s West of Ireland Open 2008              | $ 6.000   | Scott Handley        |
| 23.03.–26.03. | Kuala Lumpur | NSC 1 Star No. 1 2008                            | $ 10.000  | Mohd Nafiizwan Adnan |
| 27.03.–31.03. | Kuala Lumpur | NSC Satellite No. 3 2008                         | $ 3.000   | Zac Alexander        |

### April
| Datum         | Ort            | Turnier                                     | Preisgeld | Sieger                 |
| ------------- | -------------- | ------------------------------------------- | --------- | ---------------------- |
| 02.04.–05.04. | Islamabad      | COAS International Squash Championship 2008 | $ 25.000  | Aamir Atlas Khan       |
| 03.04.–05.04. | Saskatchewan   | Saskatchewan Open Squash Championships 2008 | $ 6.000   | Jorge Baltazar         |
| 03.04.–06.04. | Herlev Kommune | Squashlife Danish Open 2008                 | $ 10.000  | Daryl Selby            |
| 03.04.–06.04. | Curitiba       | Curitiba Open 2008                          | $ 15.000  | Miguel Ángel Rodríguez |
| 04.04.–06.04. | Rochester      | Rochester Pro 2008                          | $ 4.625   | Ahmed Maged Hamza      |
| 09.04.–12.04. | Rom            | Roma Est Squash Open 2008                   | $ 10.000  | Márk Krajcsák          |
| 14.04.–20.04. | Hurghada       | Hurghada International 2008                 | $ 61.250  | Ramy Ashour            |
| 16.04.–19.04. | Dublin         | Cannon Kirk Homes Irish Open 2008           | $ 25.000  | John White             |
| 23.04.–27.04. | Kuwait         | Kuwait Open 2008                            | $ 200.000 | Amr Shabana            |
| 24.04.–26.04. | Tanunda        | Barossa Valley 2008                         | $ 3.750   | Martin Knight          |

### Mai
| Datum         | Ort         | Turnier                                              | Preisgeld | Sieger                 |
| ------------- | ----------- | ---------------------------------------------------- | --------- | ---------------------- |
| 08.05.–11.05. | Brasília    | Copa Financeira BRB Internation De Squash 2008       | $ 15.000  | Miguel Ángel Rodríguez |
| 08.05.–12.05. | Liverpool   | Dunlop British Open Squash Championships 2008        | $ 82.500  | David Palmer           |
| 10.05.–11.05. | Darwin      | Top End Open 2008                                    | $ 4.625   | Steven Finitsis        |
| 13.05.–16.05. | Abbottabad  | President PSF International Squash Championship 2008 | $ 12.000  | Farhan Mehboob         |
| 15.05.–18.05. | Atlanta     | The Atlanta Open 2008                                | $ 10.000  | Eric Gálvez            |
| 15.05.–18.05. | Guatemala   | Primer Torneo Internacional Sporta 2008              | $ 5.000   | José Ángel Becerril    |
| 17.05.–18.05. | Merredin    | Smokefree Wa Merredin International 2008             | $ 3.000   | Steven Finitsis        |
| 19.03.–23.03. | London      | PSA Super Series Finals 2007/08                      | $ 110.000 | Grégory Gaultier       |
| 22.05.–25.05. | Oklahoma    | Osso/Bone and Joint Open 2008                        | $ 10.175  | Yasser El Halaby       |
| 24.05.–25.05. | Perth       | City of Perth International 2008                     | $ 3.000   | Steven Finitsis        |
| 29.05.–01.06. | Wallingford | Hithercroft Squash Club 2008                         | $ 10.223  | Tom Richards           |
| 30.05.–02.06. | Los Angeles | The Scott Wealth Management Open 2008                | $ 20.000  | Omar Mosaad            |
| 31.05.–01.06. | Rotterdam   | Hemubo Squash Trophy 2008                            | $ 3.000   | Steven Finitsis        |
| 31.05.–02.06. | Kalgoorlie  | Fluid Line Golden Open International 2008            | $ 3.500   | Grégoire Marche        |

### Juni
| Datum         | Ort          | Turnier                               | Preisgeld | Sieger              |
| ------------- | ------------ | ------------------------------------- | --------- | ------------------- |
| 04.06.–09.06. | Islamabad    | CAS International 2008                | $ 30.000  | Aamir Atlas Khan    |
| 06.06.–08.06. | Cardiff      | Welsh Open 2008                       | $ 3.000   | David Evans         |
| 11.06.–14.06. | Kecskemét    | Primavera Squash Open 2008            | $ 6.000   | Márk Krajcsák       |
| 13.06.–15.06. | Christchurch | South Island Championships 2008       | $ 3.500   | Martin Knight       |
| 18.06.–21.06. | Toulouse     | Movida International Squash Open 2008 | $ 10.000  | Stéphane Galifi     |
| 19.06.–22.06. | Hongkong     | Crocodile Squash Challenge Cup 2008   | $ 6.000   | Abdullah Al Muzayen |
| 20.06.–22.06. | Hamilton     | North Island Open 2008                | $ 3.500   | Campbell Grayson    |

### Juli
| Datum         | Ort          | Turnier                           | Preisgeld | Sieger            |
| ------------- | ------------ | --------------------------------- | --------- | ----------------- |
| 03.07.–06.07. | Chennai      | 6th ICL Chennai Open 2008         | $ 10.000  | Saurav Ghosal     |
| 08.07.–11.07. | Kuala Lumpur | NSC Super Satellite No. 2 2008    | $ 6.000   | Shahid Zaman      |
| 09.07.–12.07. | Brescia      | 12th Mega Italia Open 2008        | $ 10.000  | Davide Bianchetti |
| 15.07.–18.07. | Kuala Lumpur | NSC Satellite No. 4 2008          | $ 3.000   | Shahid Zaman      |
| 23.07.–26.07. | Kuala Lumpur | CIMB Malaysia Open 2008           | $ 52.500  | Ong Beng Hee      |
| 24.07.–27.07. | Edwardstown  | South Australia Open 2008         | $ 4.000   | Mike Corren       |
| 30.07.–04.08. | Kairo        | Sky Open 2008                     | $ 140.000 | Wael El Hindi     |
| 31.07.–03.08. | Clare        | Clare Valley Australian Open 2008 | $ 26.000  | David Palmer      |